# Colleferro
Colleferro es un municipio que desde el año 2015 forma parte de la Ciudad metropolitana de Roma Capital, en la región del Lacio (Italia central). En la localidad se encuentran numerosas industrias, en su mayoría pertenecientes al grupo SNIA SpA (ex SNIA BPD), complejos deportivos y también zonas residenciales. Posee una población de algo más de 21.000 habitantes (2018).

## Historia
El desarrollo de la ciudad empezó en la última década del siglo XIX del '800, con un primer grupo de casas, edificado alrededor de una iglesia, dedicada a San Joaquín, a 1 km aproximadamente del actual centro de la ciudad y a corta distancia de la llamada estación de trenes "Segni-Paliano", que tras el nacimiento del municipio de Colleferro (1935) cambió su nombre en Estación de Segni-Paliano-Colleferro. Se trataba de una zona perteneciente en parte al término municipal de Valmontone y en parte al municipio de Roma, y se conocía con el nombre de Segni Scalo (Colleferro Scalo a partir del 1935). En 1912 la localidad conoció un notable incremento de su población gracias a la conversión de una fábrica en desuso desde hace años (la fábrica de la empresa Valsacco) en una de explosivos. 
El ingeniero Leopoldo Parodi Delfino (exsenador e hijo del fundador del Banco Nacional, a continuación, del Banco de Italia) y el senador Giovanni Bombrini fundaron la fábrica de explosivos, y al lado del mismo establecimiento, se creó un nuevo grupo de viviendas, conocido como "Villaggio BPD" que acogió a muchos trabajadores con sus familias, provenientes de otras aldeas del Lacio y del resto de Italia. Algunos años más tarde se construió en la localidad una fábrica "de cal y cemento Segni" (posteriormente adquirida por Italcementi), aprovisionada con material extraído en algunas canteras ubicadas entre Colleferro y la cercana ciudad de Segni. La producción de cal y cemento en parte fue utilizada localmente para la construcción de viviendas y de edificios comerciales e industriales y en parte fue vendida en otras zonas del Lacio y de Italia. 
Colleferro, cuyo territorio, como ya hemos hemos mencionado, pertenecía originariamente a los municipios de Valmontone (el también en la actualidad parte de la ciudad capital) y de Roma, continuó su expansión urbana durante todos los años veinte y treinta, para convertirse en un municipio independiente en 1935. Más tarde agregó a su término municipal porciones de territorio pertenecientes a Segni. 
Durante la Segunda Guerra Mundial la ciudad fue bombardeada 40 veces, desde el 1 de noviembre de 1943 hasta el 7 de marzo de 1944, con el objetivo de destruir la planta de explosivos. Hubo daños de una gran importancia pero la producción de explosivos no paró hasta la conclusión del conflicto. Durante los bombardeos los ciudadanos encontraron refugio en una serie de cuevas y túneles construidos en las cercanías de la fábrica.

## Demografía
| Gráfica de evolución demográfica de Colleferro entre 1861 y 2001 |
|                                                                  |
| Fuente ISTAT - elaboración gráfica de Wikipedia                  |